# Ignacio García Camacho
Pour les articles homonymes, voir García.
Ignacio García Camacho (né le 4 août 1968 à Cieza) est un coureur cycliste espagnol. Professionnel de 1991 à 1998, il a notamment été champion d'Espagne en 1993.

## Palmarès

### Palmarès amateur
- 1989
  - San Martín Proba
- 1990
  - Tour de la Bidassoa
  - 2e de la Subida a Gorla
  - 3e de la Santikutz Klasika

### Palmarès professionnel
- 1991
  - 2e étape du Tour des vallées minières
- 1993
  -  Champion d'Espagne sur route
  - 3e étape du Tour d'Aragon
- 1994
  - 3e du Mémorial Manuel Galera
  - 7e du Critérium du Dauphiné libéré
- 1995
  - Mémorial Manuel Galera
- 1996
  - 2e du Challenge de Majorque
  - 3e du Trofeo Soller
- 1997
  - 2e étape du Tour de Murcie
  - 2e du Tour de Murcie

## Résultats sur les grands tours

### Tour de France
1 participation
- 1994 : abandon (14e étape)

### Tour d'Espagne
4 participations
- 1993 : 106e
- 1994 : 16e
- 1995 : 70e
- 1996 : 91e

### Tour d'Italie
2 participations
- 1995 : 54e
- 1996 : 72e